# Сумерки. Сага. Рассвет: Часть 2
«Су́мерки. Са́га. Рассве́т: Часть 2» (англ. The Twilight Saga: Breaking Dawn — Part 2) — художественный фильм режиссёра Билла Кондона, вторая часть экранизации романа Стефани Майер «Рассвет». Премьера в РФ состоялась 15 ноября 2012 года. Создатели внесли в эпилог изменения, благодаря чему концовка в фильме отличается от концовки в романе.
В 2013 году фильм был номинирован на одиннадцать антипремий «Золотая малина», из которых получил семь: «Худший фильм», «Худшая женская роль» (Кристен Стюарт), «Худшая мужская роль второго плана» (Тейлор Лотнер), «Худший режиссёр» (Билл Кондон), «Худший ремейк, пародия или сиквел», «Худший экранный дуэт» (Маккензи Фой и Тейлор Лотнер), «Худший актёрский ансамбль».

## Сюжет
Белла Каллен (Кристен Стюарт) приходит в себя после превращения в вампира и привыкает к своему новому, сильному и неуязвимому телу, невероятно острому взгляду и огромной, как у всякого новообращённого вампира, силе. Вместе с мужем Эдвардом (Роберт Паттинсон) она отправляется на первую охоту, где, случайно учуяв запах человека, проявляет невероятный для «новорождённой» самоконтроль и убегает прочь. Вернувшись с Эдвардом домой, она узнаёт о том, что её друг детства Джейкоб (Тейлор Лотнер) запечатлелся[что?] на её дочь Ренесми (Маккензи Фой), которая получила от него прозвище «Несси» (оно приводит Беллу в яростное бешенство, поскольку созвучно кличке Лох-несского чудовища). Девочка растёт чрезвычайно быстро, и Каллены обеспокоены тем, что им недолго останется быть с ней.
Однажды, на прогулке в лесу, Беллу, Джейкоба в волчьем обличии и Ренесми, которая с лёгкостью ловит снежинки в нескольких метрах от земли, замечает Ирина, подруга Лорана, убитого в «Новолунии» оборотнями, затаившая из-за этого обиду на Калленов, но решившая с ними помириться. Она решает, что Ренесми — бессмертный ребёнок, который никогда не сможет контролировать свою жажду (развитие таких детей останавливается на возрасте, в котором они были обращены; из-за такого ребёнка Вольтури убили мать Ирины, Тани и Кейт), и отправляется к Вольтури, чтобы заявить о предполагаемом преступлении. Теперь Калленам угрожает смертельная опасность: они подозревают, что Ренесми — лишь предлог, а истинная цель похода итальянцев — Элис, Эдвард и иные одарённые вампиры. Вскоре после этого известия Элис и Джаспер исчезают, оставив указание — собрать как можно больше свидетелей до того, как выпадет снег.
В процессе сбора свидетелей стаи оборотней, реагируя на рост числа вампиров в округе, существенно увеличиваются, а Белла узнаёт, что, кроме самоконтроля, обладает неким «щитом» — незримой защитой от любого вампирского дара (но не от физической силы), и учится укрывать этим щитом других.
Каллены и их союзники встречают войско Вольтури, вышедшее в поход. Ренесми подходит к Аро, главе Вольтури. Потрясённый Аро признаёт, что Ренесми наполовину смертное, наполовину бессмертное дитя. Кай  призывает Ирину к ответу. Ирина признаёт, что оговорила Калленов. Вольтури тотчас убивают её, что провоцирует сестёр Ирины, Таню и Кейт. Сёстры бросаются на Вольтури и Калленам едва удаётся их остановить. Белла убеждается, что её щит неуязвим, в частности, для дара Джейн. Тем не менее, Аро с лицемерной тревогой утверждает, что «лишь изведанное безопасно», а развитие Ренесми предсказать невозможно. В это время появляются Элис и Джаспер. Элис показывает главе Вольтури ход грядущей битвы, в ходе которой, несмотря на гибель некоторых Калленов, в том числе, возможно, и Беллы с Эдвардом, сам Аро погибнет от рук последних, а его войско будет разбито наголову, и этим заставляет его изменить решение уничтожить Калленов. После этого Элис приводит Вольтури весомый аргумент — полувампира-получеловека Науэля из Бразилии, доказывая тем самым, что Ренесми не опасна, и Вольтури отступают, откладывая свои планы.
В финале фильма Элис, несмотря на невозможность видеть будущее полукровок (полувампиров и оборотней), получает видение, в котором Белла и Эдвард навещают Джейкоба и взрослую Ренесми, а позже Белла, находясь с Эдвардом на их поляне, при помощи своих способностей позволяет Эдварду прочесть свои мысли, в которых показывает ему всю их историю любви — первую встречу, первый поцелуй, расставание, свадьбу, медовый месяц, рождение дочери, — и говорит, что впереди их ждёт вечность.

## В ролях

### Вампиры

#### Клан Калленов
- Кристен Стюарт — Белла Каллен
- Роберт Паттинсон — Эдвард Каллен
- Маккензи Фой — Ренесми Каллен (в детстве)
- Кристи Бёрк — Ренесми Каллен (в юности)
- Питер Фачинелли — Карлайл Каллен
- Элизабет Ризер — Эсми Каллен
- Эшли Грин — Элис Каллен
- Джексон Рэтбоун — Джаспер Хейл
- Никки Рид — Розали Хейл
- Келлан Латс — Эмметт Каллен

#### Клан Денали
- Мианна Бёринг — Таня
- Кейси Лабоу — Кейт
- Мэгги Грейс — Ирина
- Кристиан Камарго — Елеазар
- Миа Маэстро — Кармен

#### Клан Вольтури
- Майкл Шин — Аро
- Джейми Кэмпбелл Бауэр — Кай
- Кристофер Хейердал — Марк
- Дакота Фэннинг — Джейн
- Кэмерон Брайт — Алек
- Дэниел Кадмор — Феликс
- Чарли Бьюли — Деметрий

#### Амазонки
- Джудит Шекони — Зафрина
- Трейси Хиггинс — Зенна

#### Египтяне
- Омар Метуолли — Аму́н
- Андреа Гэбриел — Кеби
- Рами Малек — Бенджамин
- Анджела Сарафян — Тиа

#### Ирландцы
- Лиза Говард — Шивон
- Патрик Бреннан — Лиам
- Марлен Барнс — Мэгги

#### Румыны
- Ноэль Фишер — Владимир
- Гури Вайнберг — Стефан

#### Европейские кочевники
- Джо Андерсон — Алистер

#### Американские кочевники
- Ли Пейс — Гаррет
- Эрик Одом — Питер
- Вэлори Керри — Шарлотта
- Билл Тангради — Рэндал
- Тони Тракс — Мэри

### Люди
- Билли Берк — Чарли Свон
- Уэнделл Пирс — Джей Дженкс

### Оборотни
- Тейлор Лотнер — Джейкоб Блэк
- Джулия Джонс — Леа Клируотер
- Бубу Стюарт — Сет Клируотер
- Чэск Спенсер — Сэм Улей

## Саундтрек
1. Where I Come From — Passion Pit (Белла приходит в себя после превращения);
2. Bittersweet — Ellie Goulding;
3. The Forgotten — Green Day (титры);
4. Fire in the Water — Feist (ночь Беллы и Эдварда);
5. Everything and Nothing — The Boom Circuits;
6. The Antidote — St. Vincent (армрестлинг);
7. Speak Up — POP ETC (Финальная сцена у дома Калленов и видение Элис);
8. Heart of Stone — Iko (Разговор Беллы и Эдварда вечером в гостиной);
9. Cover Your Tracks — A Boy and His Kite (Белла и Эдвард осматривают домик);
10. Ghosts — James Vincent McMorrow (Белла едет домой от Джея Дженкса и собирает Ренесми рюкзак);
11. All I’ve Ever Needed — Paul McDonald & Nikki Reed;
12. New for You — Reeve Carney;
13. A Thousand Years (Part Two) — Christina Perri (Финальная сцена на поляне и титры с показом всех героев);
14. Plus Que Ma Propre Vie — Carter Burwell (Счастливые будни Калленов с момента, когда Белла увидела солнечные лучи и то, как она сверкает в них; Эдвард и Ренесми играют на фортепиано; начало и финал сцены на поле битвы; и ещё некоторые короткие сцены).